# استپان مناتسکانیان
استپان مناتسکانیان (ارمنی: Ստեփան Մնացականյան؛ ۵ نوامبر ۱۹۱۷ – تاریخ ورودی نامعتبر است) معمار اهل ارمنستان بود. بین سال‌های ۱۹۸۳ تا ۱۹۸۸ میلادی وی ریاست بخش معماری انستیتو هنر فرهنگستان ملی علوم ارمنستان بر عهده داشت.